# 联环烃
联环烃指两个或两个以上的环（单环或稠环），彼此以单键或双键直接相连，而且联键的总数小于所含环系的总数的烃。也可称作集合环。

## 命名
- 两个相同环烃组成的联环烃，使用介词“联”字，以“联二”、“联三”等作为词头，名称为“联二某烃（基）”、“联三某烃（基）”等。
- 两个不相同的环系联合，则应选定一个环作为基本组分或母体，而将其他的环系作为取代基来命名。

## 举例
常见联环烃有：
- 联苯
- 联吡啶
- 联喹啉